# Byeongsinchum

Le byeongsinchum (병신춤, la danse des handicapés) est une danse traditionnelle coréenne pratiqué initialement par les paysans pour railler les nobles yangban. Originaire de Miryang dans le Gyeongnam, elle présente également des caractères issus du pansori et de la  mythologie coréenne. Au vingtième siècle, la danseuse Kong Ok-jin a fait connaître cette danse à un plus grand public.
Pendant la colonisation japonaise de la Corée (1910 — 1945), cette danse a été interdite par l'administration japonaise parce qu'elle était considérée trop vulgaire. Elle reste actuellement controversée car jugée discriminatoire et blessante pour les handicapés.